# Алонсо Чърч
Алонсо Чърч (на английски: Alonzo Church) е американски математик и логик, който има съществен принос към математическата логика и основите на теоретичната информатика. Той е най-известен със своя Тезис на Чърч, ламбда смятане и с други свои открития.

## Биография
Алонсо Чърч е роден на 14 юни 1903 г. във Вашингтон, САЩ в семейството на Самюел Чърч – съдия в Градския съд на окръг Колумбия. По-късно семейството му се мести във Вирджиния, след като баща му губи работата си заради отслабващото си зрение. С помощта на своя чичо, който също носи името Алонсо Чърч, той успява да учи в мъжката гимназия Риджфийлд в Кънектикът.
След като завършва училище през 1920 г., Чърч е приет да следва математика в Принстънският университет. Още като студент проявява изключителните си заложби, публикувайки първата си статия върху лоренцови трансформации. Завършва своето обучение в университета през 1924 г., но остава в Принстън още три години, правейки докторат по математика под ръководството на Освалд Веблен.
Чърч се жени за Мери Джулия Кучински през 1925 г. и заедно имат три деца (Алонсо Чърч-младши (1929), Мери Ан (1933) и Милдред (1938)).
След като получава докторската си степен, Чърч преподава за кратко в Чикагския университет. Преподава в Принстънския университет (от 1929 до 1967) и в Калифорнийския университет (от 1967 до 1990). През 1990 година той получава титлата доктор хонорис кауза от Университета в Бъфало, Ню Йорк, във връзка с международния симпозиум, организиран в негова чест от логика Джон Коркоран. Други почетни докторски степени, с които Чърч е удостояван, са през 1969 година от Университета Кейс Уестърн Ризърв и през 1985 година от Принстънския университет.
Много от студентите на Чърч правят научни кариери и са сред водещите имена в математическата логика и теоретичната информатика на 20 век. Сред тях са имена като Алан Тюринг (Alan Turing), Стивън Клейни (Stephen C. Kleene), Дейна Скот (Dana Scott), Реймънд Смълян (Raymond Smullyan), Никълъс Решер (Nicholas Rescher), Норман Шапиро (Norman Shapiro).
Алонсо Чърч умира през 1995 година и е погребан в гробището на Принстън.

## Математически трудове
Чърч е известен най-вече със следните си постижения:
- Той доказва, че Entscheidungsproblem (буквално: задачата за решимостта) е нерешим проблем за теорията на аритметиката на Пеано. Това негово доказателство е известно като Теорема на Чърч.
- Формулировката му на Тезиса на Чърч.
- Ламбда смятането – то се появява в известната му статия от 1936 година, показваща нерешимостта на Entscheidugsproblem. Този резултат предхожда труда на Алън Тюринг за т.нар. Halting problem (приблизително: задача за спирането), който демонстрира съществуването на проблем. нерешим чрез механични средства. Чърч и Тюринг показват, че ламбда смятането и машината на Тюринг имат еквивалентна изчислителна мощ, и впоследствие демонстрират алтернативни „механични процеси на изчисление“. Това тяхно откритие води до създаването на тезиса на Чърч-Тюринг. Ламбда смятането оказва влияние върху дизайна на програмния език Lisp и на езиците за функционално програмиране като цяло.
- Чърч е основател и редактор на вестник за символната логика, редактирайки го до 1979 година.
- В негова чест е кръстено и кодирането на Чърч.